# Silvio Canevari

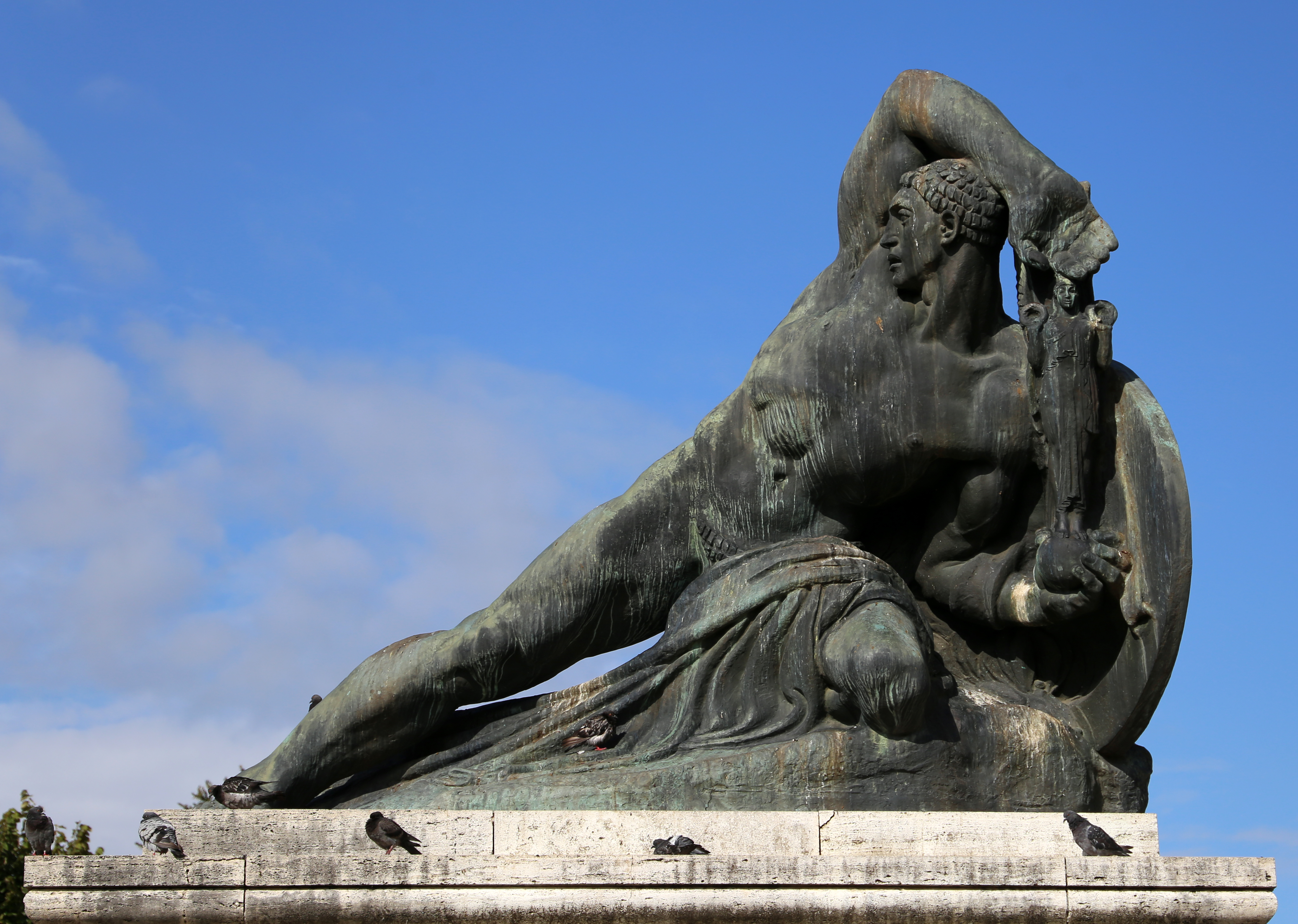
Il monumento ai Caduti di Pistoia

Silvio Canevari (Viterbo, 21 gennaio 1893 – Roma, 1º agosto 1931) è stato uno scultore e pittore italiano.

## Biografia

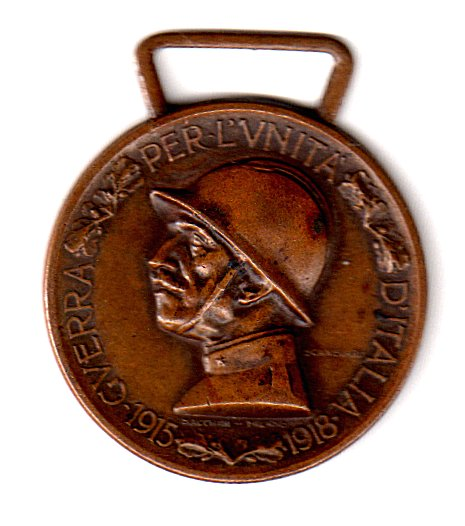
La Medaglia commemorativa della guerra italo-austriaca 1915-1918 realizzata da Canevari

Figlio di Enrico e fratello di Angelo entrambi pittori, ottenne nel 1914 il Pensionato artistico nazionale per la scultura, che gli permise di studiare all'Accademia di Belle Arti di Roma, dove fu allievo, tra gli altri, di Ettore Ferrari. 
Dopo essere tornato dalla prima guerra mondiale riprese l'attività scultorea, vincendo alcuni concorsi nazionali: realizzò il modello per la Medaglia commemorativa della guerra italo-austriaca 1915-1918 e nel 1920 eseguì il gruppo scultoreo La Cospirazione per l'atrio del Vittoriano (ora al Museo centrale del Risorgimento al Vittoriano di Roma). Si dedicò inoltre alla realizzazione di vari monumenti ai caduti tra cui quelli di Pistoia, Santa Cristina e Bissone e Civita Castellana.
In quegli anni iniziò anche la sua attività espositiva: partecipò alle mostre della Società Amatori e Cultori di Belle Arti nel 1923, 1928 e 1930, fu presente alla IIª e IIIª Biennale di Roma (1923 e 1925) e alla IIª Biennale di Monza nel 1925. Nel 1931 partecipò alla Iª Quadriennale nazionale d'arte di Roma. Tra gli anni Venti e l’inizio del decennio successivo realizzò, dopo essere stato selezionato, i bozzetti di sei statue destinate allo Stadio dei Marmi e all'Accademia fascista maschile di educazione fisica di Roma: esse verranno realizzate in marmo dallo scultore Aldo Buttini e dalla ditta Morosini a causa del decesso di Canevari. Altre due copie in bronzo saranno realizzate dalla Fonderia Artistica Ferdinando Marinelli e collocate nella Palestra del Duce presso il Foro Italico.
Sue furono anche le decorazioni plastiche del padiglione italiano della Mostra Coloniale di Parigi del 1931. 
Canevari morì a Roma il 1º agosto 1931 a seguito di un aneurisma. Nonostante sua la prematura scomparsa, le sue opere, soprattutto quelle selezionate per il grande complesso del Foro Italico, gli diedero notevole fama postuma riscuotendo ampio consenso presso la critica.
Una sua grande retrospettiva, con trenta opere, fu organizzata nel 1932 nell’ambito della III Mostra regionale del Sindacato fascista del Lazio. Nel 1936 sue opere vennero inviate per partecipare alla XIª Olimpiade. Anche dopo la morte, le sue sculture continuarono ad essere esposte come nel padiglione italiano dell'Esposizione di New York del 1939.

## Opere (elenco parziale)

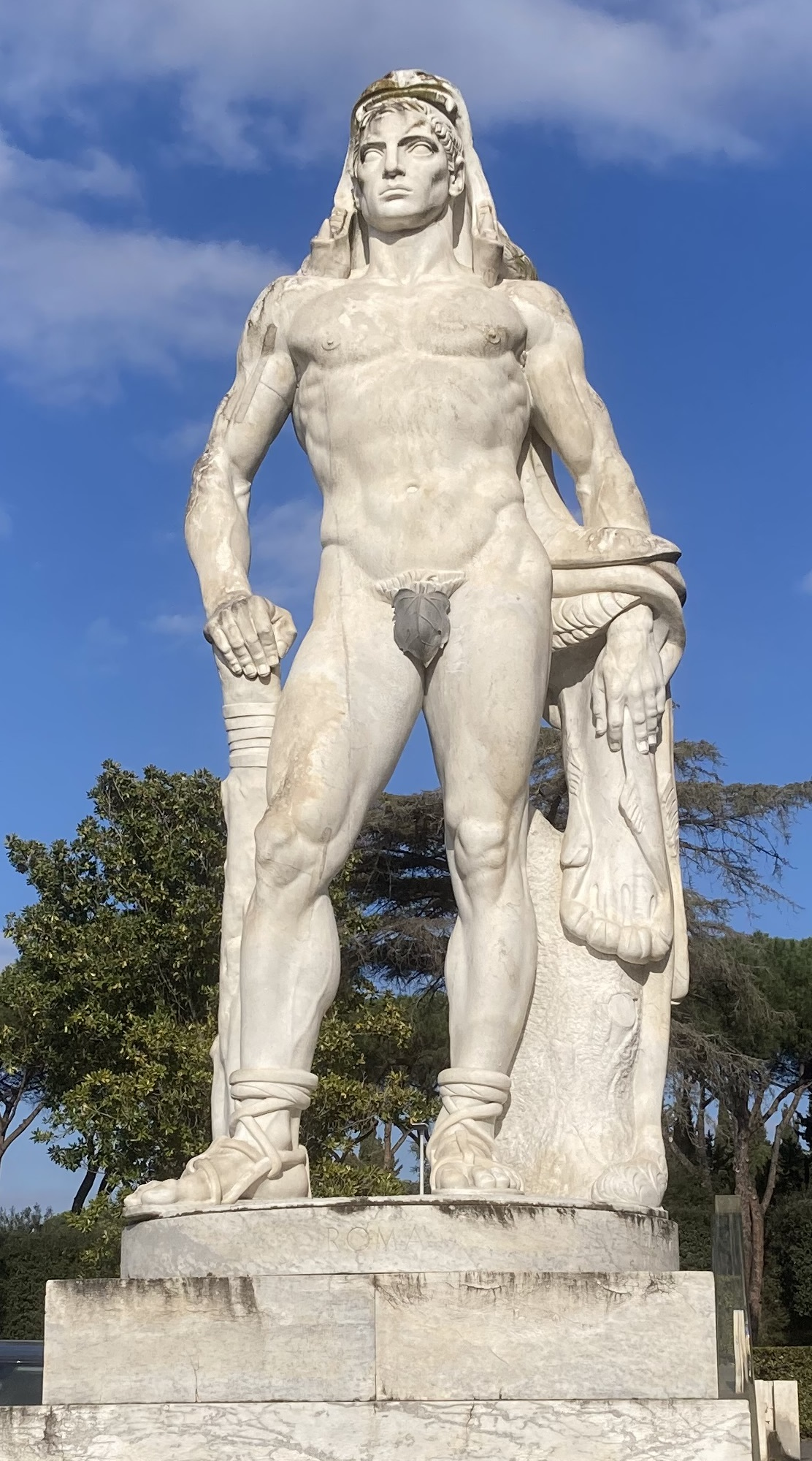
L'Ercole presso lo Stadio dei Marmi a Roma

- La Cospirazione - 1920, Museo centrale del Risorgimento al Vittoriano, Roma
- Monumento ai Caduti - 1922, bronzo, Santa Cristina e Bissone
- Monumento ai Caduti - 1925, bronzo, piazza San Francesco, Pistoia
- Monumento alla Vittoria - 1926, bronzo, Civita Castellana
- Busto di Vittorio Emanuele III - 1929, marmo, Casa dei Mutilati di Guerra, Roma
- Ercole Roma - 1931, marmo, Stadio dei Marmi, Roma[6]
- Ercole Brindisi - 1931, marmo, Stadio dei Marmi, Roma[6]
- Rematore - 1931, marmo, Stadio dei Marmi, Roma[7]
- David - 1931, marmo, Stadio dei Marmi, Roma[8]
- Arciere - 1931, marmo, Stadio dei Marmi, Roma[9]
- Pugilatore vittorioso - 1931, marmo, Stadio dei Marmi, Roma[10]
- David - 1931, bronzo, Palestra del Duce al Foro Italico, Roma
- Arciere - 1931, bronzo, Palestra del Duce al Foro Italico, Roma
- Busto di Vittorio Emanuele III - 1931, bronzo, Istituto dei Ciechi di Guerra, Roma
- Tomba Tallei - Cimitero del Verano, Roma
- Naiade e Tritone - gesso dorato, Civico museo d'arte moderna e contemporanea, Anticoli Corrado